# Ellagsäure
Ellagsäure (englisch: Ellagic acid) ist ein Polyphenol. Sie bildet cremig- bis hellgelbfarbige Kristalle aus. Ellagsäure wirkt u. a. antioxidativ.

## Vorkommen

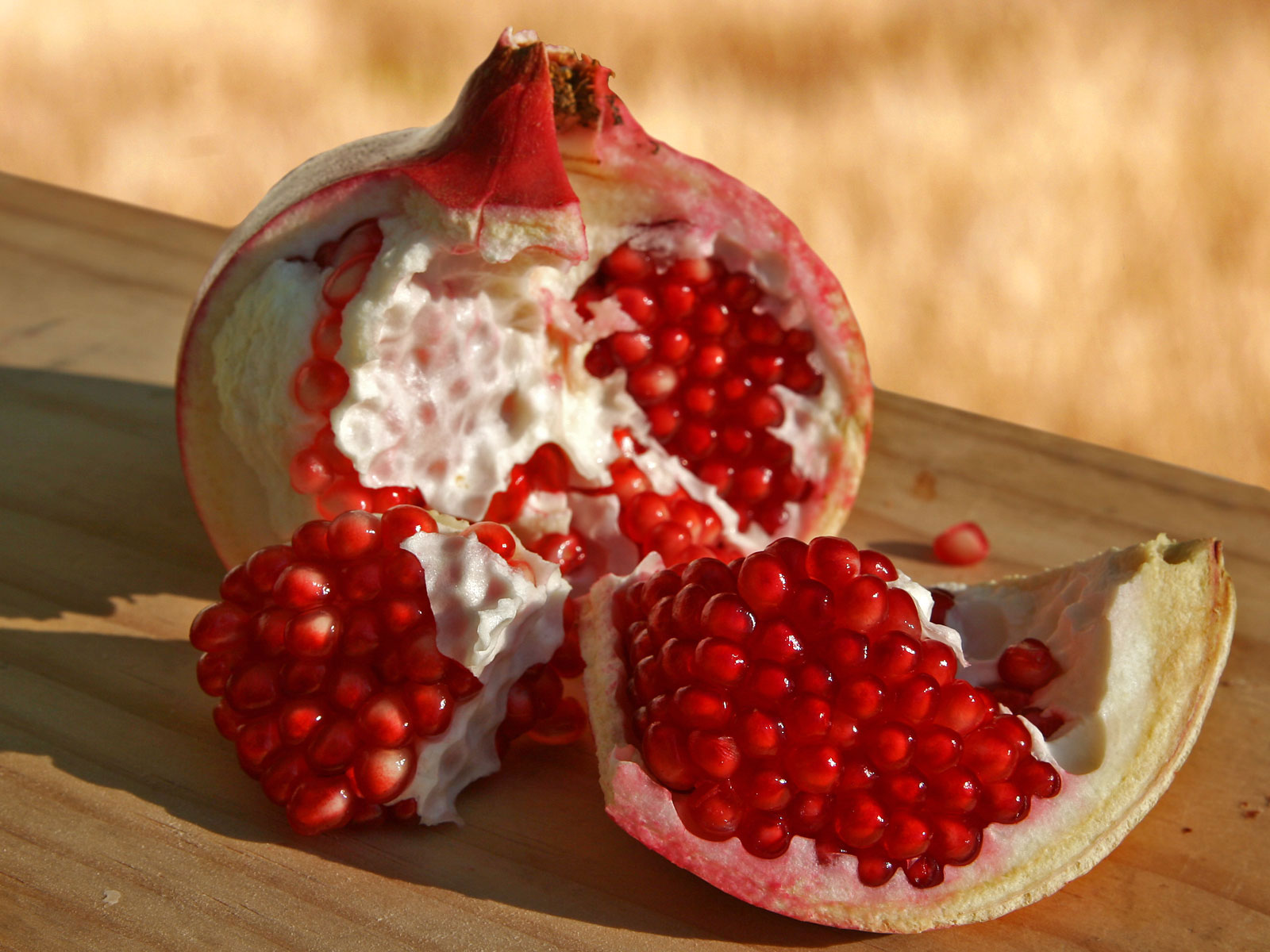
Aufgebrochener Granatapfel

Den höchsten Gehalt an Ellagsäure findet man in Himbeeren (Rubus idaeus), Erdbeeren (Fragaria spp), Echter Guave (Psidium guajava), Scheinerdbeeren (Duchesnea indica) und Granatäpfeln (Punica granatum, auch in den Blättern und Samen). Als Bestandteil von Ellagtanninen, auch Ellagitannine genannt, findet sich Ellagsäure in nennenswerten Konzentrationen bis zu 1 % in vielen Pflanzen und Gehölzen. Zu nennen sind Brombeeren, Walnüsse (Juglans regia), die Beeren des Gemeinen Bocksdorn und diverse andere Früchte und Nüsse. Zusammen mit Gallussäure findet es sich in Rosengewächsen.
Durch saure Hydrolyse zerfällt das Ellagtannin unter anderem in Ellagsäure. Solche Bedingungen herrschen z. B. im Magen-Darm-Trakt vor. Freie Ellagsäure im Rotwein stammt zum großen Teil aus den Holzphenolen des Eichenholzes. Hier dient die Konzentration der ungebundenen Säure als Indikator für den Ausbau eines Weines im Barrique-Fass; sie findet sich auch in erhöhter Konzentration in Whiskey.

## Analytik
Zur qualitativen und quantitativen Bestimmung der Ellagsäure kann nach adäquater Probenvorbereitung die Kopplung der HPLC mit der Massenspektrometrie eingesetzt werden.
Zur Probenvorbereitung komplexer Matrices eignet sich insbesondere die lipophile Gelchromatographie an Sephadex LH 20, auch unter Einsatz der Gaschromatographie.

## Verwendung
Ellagsäure ist als Nahrungsergänzungsmittel in Form von Kapseln, als Pulver oder in flüssiger Form erhältlich.

## Forschung
In Tiermodellen können Ellagsäure und Luteolin die Metastasierung von Ovarialkarzinom hemmen. Die FDA hat die Behauptung mancher Hersteller von Nahrungsergänzungsmittel, mittels Ellagsäure Krebs zu verhindern oder zu behandeln, als „fake cancer cures“ verworfen; Verbraucher sollten diese Mittel meiden. Bei Männern mit Prostatakrebs liegen keine ausreichenden Daten zur Wirksamkeit von Granatapfel-Extrakt und der damit enthaltenen Ellagsäure vor. Es kann damit keine Empfehlung für oder gegen Granatapfelsaft-Extrakt bei diesen Patienten gegeben werden.

## Etymologie
Henri Braconnot gab der Säure ihren Namen acide ellagique durch Umkehr des französischen Wortes Galle (für deutsch „Gallapfel“), um sie von der Gallussäure zu unterscheiden.